# Imerocetus
Imerocetus — рід цетотеріїдних містіцетів. Останки були знайдені в морських відкладеннях міоцену на Кавказі.